# Malakogamia
Malakogamia – zapylanie kwiatów przez ślimaki. Zjawisko kontrowersyjne (wątpliwe) według wielu autorów ze względu na brak przystosowań roślin do tego sposobu zapylania. Z drugiej strony dowiedziono, że ślimaki dokonują zapyleń zwłaszcza roślin wodnych i błotnych, a w niektórych przypadkach (np. czermieni błotnej Calla palustris) pełzające ślimaki są najczęstszą przyczyną zapylenia. Odgrywają one też dużą rolę w mimowolnym przenoszeniu pyłku roślin z rodzaju rzęsa (Lemna) oraz śledziennica (Chrysosplenium). Dla tych roślin ślimaki (zwłaszcza bursztynka pospolita) mogą mieć o tyle istotne znaczenie, że przy wilgotnym powietrzu, ew. częstych opadach, właściwi pośrednicy w zapylaniu (owady) nie są w stanie spełnić swej roli. Zapylanie przez slimaki wiąże się także z zagrożeniem dla roślin, bowiem podczas odwiedzin ślimaki dokonują uszkodzeń pręcików i słupków. 